# Смеловский, Кшиштоф
Кшиштоф Смеловский (пол. Krzysztof Śmiełowski, родился 21 апреля 1975 в Ястшембе-Здруе) — польский хоккеист, игравший на позиции защитника.

## Карьера игрока

### Клубная
Выступал за команды «Тыхы» (1994-1996; 2000-2011), «Подхале» Новы-Тарг (1996-2000) и «Катовице» (2011-2013).

### В сборной
Выступал в сборной Польши на чемпионатах мира в 1996, 1998-2002 и 2005-2006 годах. Единственный раз сыграл в высшем дивизионе в 2002 году, забросив шайбу в матче утешительного турнира против Японии 5 мая 2002. Поскольку Япония на правах дальневосточного участника сохраняла место в высшем дивизионе, даже победа Польши со счётом 5:1 не позволила ей спастись от вылета из высшего дивизиона.

## Достижения

### Клубные
- Чемпион Польши: 1997 (Подхале), 2005 (Тыхы)
- Серебряный призёр чемпионата Польши: 1998, 2000 (Подхале), 2006, 2007, 2008, 2009, 2011 (Тыхы)
- Бронзовый призёр чемпионата Польши: 1999 (Подхале), 2002, 2004, 2010 (Тыхы)
- Победитель Кубка Польши: 2001, 2006, 2007, 2008, 2009 (Тыхы)

### В сборной
- Победитель первого дивизиона чемпионата мира: 2001